# Тана (острво)
Тана је острво у Вануатуу у покрајни Тафеа. 

## Географија
Дуго је 40 километара, а широко 19 километара са укупном површином од 550 километара квадратних. Највиши врх је Тукосмера на југу острва.
На истоку острва Тана се налази језеро Сиви. На југоисточном делу острва се налази вулкан Јасур.
Највећи град је Ленакел. 